# 新北市三重區綜合運動場
新北市三重區綜合運動場，是新北市三重區的體育運動場區，由新北市政府體育處負責管理。門牌號碼為「新北市三重區中正北路特2號」，門牌號碼繫於司令臺，新北市三重區體育會總部設於司令臺。

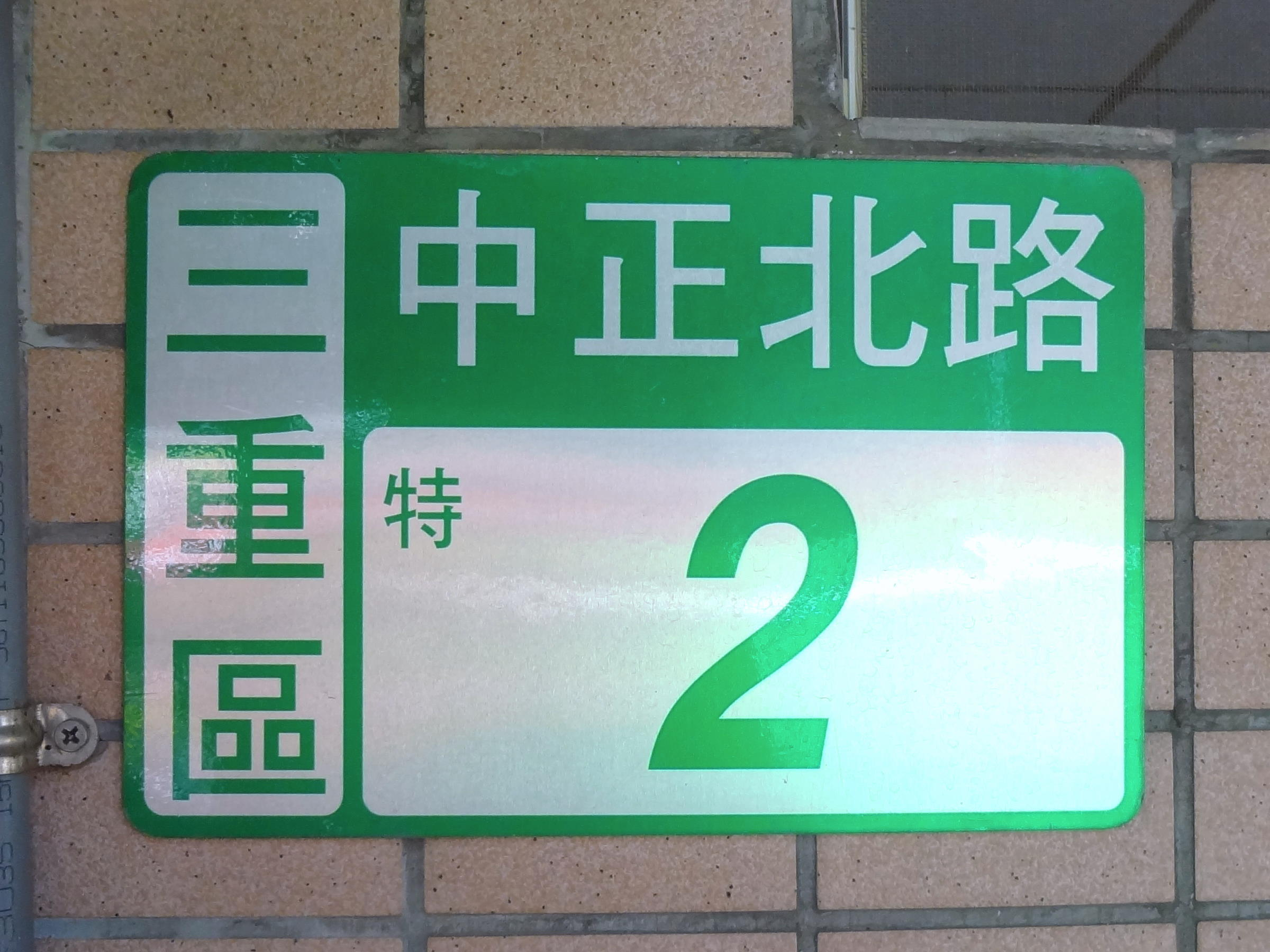
新北市三重區綜合運動場門牌號碼

## 設施
- 400公尺PU跑道
- 向日葵廣場
- 健身器材（漫步機、轉腰器、單雙槓、爬杆、划船器、舉重器、擴臂機）
- 兒童遊戲區

|  |  |
|  |  |

## 場館周邊
- 新北市三重區綜合體育館（內有室內體操場、古典芭蕾表演場（演藝廳）、球類體育館）
- 新北市立聯合醫院三重院區
- 新北市立明志國民中學
- 中山藝術公園
- 新北市三重區行政大樓

## 交通資訊
- 台北捷運： 新莊線 ：菜寮站3號出口[2]
- 台北聯營公車：三重客運520、641、617、618[3]

## 外部連結
- 新北市三重區公所 （页面存档备份，存于）